# 町上津役東
町上津役東（まちこうじゃくひがし）は福岡県北九州市八幡西区の地名。町上津役東一丁目から三丁目の町がある。住居表示実施済み。郵便番号は807-0073。

## 地理
八幡西区の中央部に位置し、北に上上津役、東に大字上上津役、南東に大字小嶺、南に小嶺、西に町上津役西と接する。

### 河川
- 二級河川 金山川
- 準用河川 中子川

### 湖沼
- はぶの木池

## 地域の特徴
町域の西縁を国道211号が走り、東部を北九州高速4号線と山陽新幹線が縦貫する。また町域の西部を金山川が西流する。国道沿いにはスーパーマーケットや自動車販売店があるが、他は住宅地。中央部に位置するはぶの木池とその周辺は緑地保存地区で自然的景観が残る。西側は比較的平坦であるが、東側は山裾となり傾斜がある。一丁目に大原小学校，八児市民センター、二丁目に市営水三番団地、三丁目に山陽新幹線北九州トンネル口などがある。

## 歴史
古くからの町上津役の集落は町上津役西の町域であり、当町域は昭和30年代後半から昭和40年代前半に市営団地建設後に宅地化が進んだ地域である。

### 地名の由来
上津役村の枝郷町上津役より。その他、当域に存在していた小字の大原は小学校の名前として、木屋ヶ谷は公園の名前として、水上番（みずざんば）は団地（水三番団地）の名前として残っている。

### 沿革
- 1986年（昭和61年）6月1日 - 町上津役東一丁目 - 三丁目新設[4][5]。

### 町名の変遷
| 実施内容          | 実施年月日               | 実施後           | 実施前                         |
| ----------------- | ------------------------ | ---------------- | ------------------------------ |
| 町名新設 住居表示 | 1986年（昭和61年）6月1日 | 町上津役東一丁目 | 大字上上津役の一部             |
| 町名新設 住居表示 | 1986年（昭和61年）6月1日 | 町上津役東二丁目 | 大字上上津役の一部             |
| 町名新設 住居表示 | 1986年（昭和61年）6月1日 | 町上津役東三丁目 | 大字上上津役，大字小嶺の各一部 |

## 世帯数と人口
2025年（令和7年）3月31日現在（北九州市発表）の世帯数と人口は以下の通りである。
| 町               | 世帯数    | 人口    |
| ---------------- | --------- | ------- |
| 町上津役東一丁目 | 361世帯   | 730人   |
| 町上津役東二丁目 | 554世帯   | 997人   |
| 町上津役東三丁目 | 222世帯   | 463人   |
| 計               | 1,137世帯 | 2,190人 |

### 人口の変遷
国勢調査による人口の推移。
| 1995年（平成7年）  | 2,924人 | [ 6 ]  |  |
| 2000年（平成12年） | 3,079人 | [ 7 ]  |  |
| 2005年（平成17年） | 3,095人 | [ 8 ]  |  |
| 2010年（平成22年） | 2,802人 | [ 9 ]  |  |
| 2015年（平成27年） | 2,578人 | [ 10 ] |  |
| 2020年（令和2年）  | 2,542人 | [ 11 ] |  |

### 世帯数の変遷
国勢調査による世帯数の推移。
| 1995年（平成7年）  | 1,034世帯 | [ 6 ]  |  |
| 2000年（平成12年） | 1,136世帯 | [ 7 ]  |  |
| 2005年（平成17年） | 1,136世帯 | [ 8 ]  |  |
| 2010年（平成22年） | 1,043世帯 | [ 9 ]  |  |
| 2015年（平成27年） | 1,015世帯 | [ 10 ] |  |
| 2020年（令和2年）  | 1,047世帯 | [ 11 ] |  |

## 学区
市立小・中学校に通う場合、学区は以下の通りとなる。
| 町               | 街区               | 小学校               | 中学校                 |
| ---------------- | ------------------ | -------------------- | ---------------------- |
| 町上津役東一丁目 | 1 - 12番,19 - 20番 | 北九州市立大原小学校 | 北九州市立上津役中学校 |
| 町上津役東一丁目 | 13 - 18番          | 北九州市立大原小学校 | 北九州市立八児中学校   |
| 町上津役東二丁目 | 全域               | 北九州市立大原小学校 | 北九州市立八児中学校   |
| 町上津役東三丁目 | 全域               | 北九州市立大原小学校 | 北九州市立八児中学校   |

## 交通

### バス
域内のバス停と系統は以下のとおりである。
| 運行事業者 | 運行事業者 | 西鉄バス北九州 | 西鉄バス北九州 | 西鉄バス北九州 | 西鉄バス北九州 | 西鉄バス北九州 | 西鉄バス北九州 | 西鉄バス北九州 | 西鉄バス筑豊 |
| 系統       | 系統       | 40             | 41             | 50             | 53             | 77             | 143            | 快速           | 急行         |
| 停留所     | 町上津役   | ○              | ○              | ○              | ○              | ○              | ○              | ○              | ○            |
| 停留所     | 小嶺車庫   | ○              |                | ○              | ○              | ○              | ○              | ○              |              |
| 停留所     | 金付免     | ○              | ○              |                |                |                |                |                |              |

### 道路
- 国道211号

## 施設

### 公共施設
- 北九州市立八児市民センター

### 教育施設
- 北九州市立大原小学校

### 公営住宅
- 市営水三番団地

### 公園
- 木屋ヶ谷公園
- 町上津役公園
- 町上津役東公園
- 町上津役南公園
- 町上津役東三丁目公園

### その他
- 山陽新幹線北九州トンネル口